# 삼양1동항
삼양1동항은 대한민국 제주특별자치도 제주시 삼양동에 위치한 어항이다. 2006년 3월 13일 어촌정주어항으로 지정되었다. 관리청은 제주시, 시설관리자는 제주시장이다.

## 어항 연혁
마을 지형이 높이 솟아있는 산기슭에 호미 모양의 해안선을 따라 이룩된 갯마을이라 하여 서흘포라는 이름을 가지고 있으며 통틀어 설개라 불렸다. 약 백년 전 풍수지리설에 의거, 마을 동쪽 원당봉이 높이 솟아 마을에 큰 인물을 배출하지 못할 뿐 아니라 가난을 면치 못하겠다는 설에 따라 지명을 바꾸기로 하였다. 당시 유지인 원봉 장봉수, 함수 박운경 두분이 협의(協議)하여 설개, 감을개, 매촌(梅村) 세 마을이 합해졌다는 데서 삼(三)을 따고 천기운도(天氣運度)의 동력중구(動力中木區)인 중양(重陽)의 양(陽)자를 합해서 삼양(三陽)이라 불렀다.

## 어항 구역
- 수역:[1]

## 어항 시설
현재까지 방파제 327m, 물양장 100m가 축조되어 있다.